# Kanton Sarcelles-Sud-Ouest
Der Kanton Sarcelles-Sud-Ouest war bis 2015 ein französischer Wahlkreis im Arrondissement Sarcelles, im Département Val-d’Oise und in der Region Île-de-France. Vertreter im Generalrat des Départements war zuletzt von 1998 bis 2015, zuletzt wiedergewählt 2011, Didier Arnal (PS).  
Der Kanton bestand aus einem Teil der Stadt Sarcelles.

## Bevölkerungsentwicklung
| 1990   | 1999   | 2006   | 2011   |
| ------ | ------ | ------ | ------ |
| 29.124 | 29.060 | 29.347 | 28.717 |